# Élections cantonales de 1922 dans la Somme
Les élections cantonales françaises de 1922 ont eu lieu le 14 et le 21 mai 1922.

## Contexte départemental

### Assemblée départementale sortante
Avant les élections, le conseil général de la Somme est présidé par Louis-Lucien Klotz (PRRRS), à la tête du département depuis 1919. Il comprend 41 conseillers généraux issus des 41 cantons de la Somme. 21 d'entre eux sont renouvelables lors de ces élections.
| Parti                                           | Sigle | Sigle | Élus |
| ----------------------------------------------- | ----- | ----- | ---- |
| Centre-gauche (20 sièges)                       |       |       |      |
| Parti républicain radical et radical-socialiste |       | PRRRS | 19   |
| Parti républicain-socialiste                    |       | PRS   | 1    |
| Centre-droit (11 sièges)                        |       |       |      |
| Parti républicain démocratique et social        |       | PRDS  | 9    |
| Radicaux indépendants                           |       | RI    | 2    |
| Droite (8 sièges)                               |       |       |      |
| Fédération républicaine                         |       | FR    | 8    |
| Gauche (2 sièges)                               |       |       |      |
| Section française de l'Internationale ouvrière  |       | SFIO  | 2    |
| Président du conseil général                    |       |       |      |
| Louis-Lucien Klotz (PRRRS)                      |       |       |      |

## Conseil général élu
| Canton                 | Conseiller sortant      | Étiquette | Candidat élu            | Étiquette |
| ---------------------- | ----------------------- | --------- | ----------------------- | --------- |
| Abbeville-Nord         | Émile Ternois           | PRRRS     | Émile Ternois           | PRRRS     |
| Ailly-le-Haut-Clocher  | François Oger           | PRRRS     | François Oger           | PRRRS     |
| Ailly-sur-Noye         | Louis Binant            | RI        | Louis Binant            | RI        |
| Amiens-Nord-Est        | Jules Thierry           | SFIO      | Lucien Lecointe         | PSF       |
| Amiens-Sud-Ouest       | Georges Béthouart       | FR        | Georges Béthouart       | FR        |
| Bernaville             | Edmond Vaquette         | PRDS      | Lucien Rocque           | PRDS      |
| Boves                  | Ernest Cauvin           | PRDS      | Ernest Cauvin           | PRDS      |
| Bray-sur-Somme         | Ernest Choque           | PRRRS     | Ernest Choque           | PRRRS     |
| Combles                | Léon Carré              | PRRRS     | Léon Carré              | PRRRS     |
| Doullens               | Étienne Dusevel         | PRRRS     | Étienne Dusevel         | PRRRS     |
| Gamaches               | Léon Saliès             | FR        | Léon Saliès             | FR        |
| Nesle                  | Hector Lamotte          | PRDS      | Hector Lamotte          | PRDS      |
| Nouvion                | Henri Peincedé          | PRDS      | Henri Peincedé          | PRDS      |
| Oisemont               | Émile Boucher           | PRRRS     | Émile Boucher           | PRRRS     |
| Picquingy              | Paul Thuillier-Buridard | PRRRS     | Paul Thuillier-Buridard | PRRRS     |
| Poix-de-Picardie       | Armand Jumel            | FR        | Armand Jumel            | FR        |
| Roisel                 | Charles Trocmé          | PRDS      | Charles Trocmé          | PRDS      |
| Rosières-en-Santerre   | Louis-Lucien Klotz      | PRRRS     | Louis-Lucien Klotz      | PRRRS     |
| Roye                   | Alfred Lejeune          | PRRRS     | Alfred Lejeune          | PRRRS     |
| Saint-Valery-sur-Somme | Albert Pruvost          | PRRRS     | Albert Pruvost          | PRRRS     |
| Villers-Bocage         | Albert Ménil            | FR        | Albert Ménil            | FR        |

*Conseillers généraux sortants ne se représentant pas

### Élus
| Partis              | Partis                                          | Conseillers sortants | Conseillers élus | Évolution     |
| ------------------- | ----------------------------------------------- | -------------------- | ---------------- | ------------- |
|                     | Parti républicain radical et radical-socialiste | 10                   | 10               | en stagnation |
|                     | Parti socialiste français                       | 0                    | 1                | 1             |
| Total Centre-gauche | Total Centre-gauche                             | 10                   | 11               | 1             |
|                     | Parti républicain démocratique et social        | 5                    | 5                | en stagnation |
|                     | Radicaux indépendants                           | 1                    | 1                | en stagnation |
| Total Centre-droit  | Total Centre-droit                              | 6                    | 6                | en stagnation |
|                     | Fédération républicaine                         | 4                    | 4                | en stagnation |
| Total Droite        | Total Droite                                    | 4                    | 4                | en stagnation |
|                     | Section française de l'Internationale ouvrière  | 1                    | 0                | 1             |
| Total Gauche        | Total Gauche                                    | 1                    | 0                | 1             |

### Groupes politiques
| Parti                                           | Sigle | Sigle | Élus |
| ----------------------------------------------- | ----- | ----- | ---- |
| Centre-gauche (21 sièges)                       |       |       |      |
| Parti républicain radical et radical-socialiste |       | PRRRS | 19   |
| Parti républicain-socialiste                    |       | PRS   | 1    |
| Parti socialiste français                       |       | PSF   | 1    |
| Centre-droit (11 sièges)                        |       |       |      |
| Parti républicain démocratique et social        |       | PRDS  | 9    |
| Radicaux indépendants                           |       | RI    | 2    |
| Droite (8 sièges)                               |       |       |      |
| Fédération républicaine                         |       | FR    | 8    |
| Gauche (1 siège)                                |       |       |      |
| Section française de l'Internationale ouvrière  |       | SFIO  | 1    |
| Président du conseil général                    |       |       |      |
| Louis-Lucien Klotz (PRRRS)                      |       |       |      |

## Résultats par canton

### Canton d'Abbeville-Nord
|                | Émile Ternois* | PRRRS          | 1 471 | 67,69  |  |  |
|                | Georges Joron  | FR             | 702   | 32,31  |  |  |
|                |                |                |       |        |  |  |
| Inscrits       | Inscrits       | Inscrits       | 3 046 | 100,00 |  |  |
| Abstentions    | Abstentions    | Abstentions    | 800   | 26,26  |  |  |
| Votants        | Votants        | Votants        | 2 246 | 73,74  |  |  |
| Blancs et nuls | Blancs et nuls | Blancs et nuls | 73    | 3,25   |  |  |
| Exprimés       | Exprimés       | Exprimés       | 2 173 | 96,75  |  |  |

*sortant

### Canton d'Ailly-le-Haut-Clocher
|                | François Oger* | PRRRS          | 1 651 | 100,00 |  |  |
|                |                |                |       |        |  |  |
| Inscrits       | Inscrits       | Inscrits       | 2 303 | 100,00 |  |  |
| Abstentions    | Abstentions    | Abstentions    | 445   | 19,32  |  |  |
| Votants        | Votants        | Votants        | 1 858 | 80,68  |  |  |
| Blancs et nuls | Blancs et nuls | Blancs et nuls | 207   | 11,14  |  |  |
| Exprimés       | Exprimés       | Exprimés       | 1 651 | 88,86  |  |  |

*sortant

### Canton d'Ailly-sur-Noye
|                | Louis Binant*  | RI             | 1 352 | 100,00 |  |  |
|                |                |                |       |        |  |  |
| Inscrits       | Inscrits       | Inscrits       | 1 961 | 100,00 |  |  |
| Abstentions    | Abstentions    | Abstentions    | 453   | 23,10  |  |  |
| Votants        | Votants        | Votants        | 1 508 | 76,90  |  |  |
| Blancs et nuls | Blancs et nuls | Blancs et nuls | 156   | 10,34  |  |  |
| Exprimés       | Exprimés       | Exprimés       | 1 352 | 89,66  |  |  |

*sortant

### Canton d'Amiens-Nord-Est
|                | Lucien Lecointe | PSF            | 1 712 | 61,45  |  |  |
|                | Jules Thierry*  | SFIO           | 1 074 | 38,55  |  |  |
|                |                 |                |       |        |  |  |
| Inscrits       | Inscrits        | Inscrits       | 5 197 | 100,00 |  |  |
| Abstentions    | Abstentions     | Abstentions    | 2 214 | 42,60  |  |  |
| Votants        | Votants         | Votants        | 2 983 | 57,40  |  |  |
| Blancs et nuls | Blancs et nuls  | Blancs et nuls | 197   | 6,60   |  |  |
| Exprimés       | Exprimés        | Exprimés       | 2 786 | 93,40  |  |  |

*sortant

### Canton d'Amiens-Sud-Ouest
| Candidats      | Candidats          | Étiquette      | Premier tour | Premier tour | Second tour | Second tour |
| Candidats      | Candidats          | Étiquette      | Voix         | %            | Voix        | %           |
| -------------- | ------------------ | -------------- | ------------ | ------------ | ----------- | ----------- |
|                | Georges Béthouart* | FR             | 2 075        | 46,19        | 2 340       | 52,34       |
|                | Camille Guillot    | SFIO           | 1 230        | 27,38        | 2 131       | 47,66       |
|                | Eugène Noyelle     | PRRRS          | 1 187        | 26,42        | Retrait     | Retrait     |
|                |                    |                |              |              |             |             |
| Inscrits       | Inscrits           | Inscrits       | 8 635        | 100,00       | 8 635       | 100,00      |
| Abstentions    | Abstentions        | Abstentions    | 3 952        | 45,77        | 4 031       | 46,68       |
| Votants        | Votants            | Votants        | 4 683        | 54,23        | 4 604       | 53,32       |
| Blancs et nuls | Blancs et nuls     | Blancs et nuls | 191          | 4,08         | 133         | 2,89        |
| Exprimés       | Exprimés           | Exprimés       | 4 492        | 95,92        | 4 471       | 97,11       |

*sortant

### Canton de Bernaville
|                | Lucien Rocque    | PRDS           | 1 189 | 70,48  |  |  |
|                | Edmond Vaquette* | PRDS           | 498   | 29,52  |  |  |
|                |                  |                |       |        |  |  |
| Inscrits       | Inscrits         | Inscrits       | 2 071 | 100,00 |  |  |
| Abstentions    | Abstentions      | Abstentions    | 294   | 14,20  |  |  |
| Votants        | Votants          | Votants        | 1 777 | 85,80  |  |  |
| Blancs et nuls | Blancs et nuls   | Blancs et nuls | 90    | 5,06   |  |  |
| Exprimés       | Exprimés         | Exprimés       | 1 687 | 94,94  |  |  |

*sortant

### Canton de Boves
|                | Ernest Cauvin* | PRDS           | 1 813 | 100,00 |  |  |
|                |                |                |       |        |  |  |
| Inscrits       | Inscrits       | Inscrits       | 2 711 | 100,00 |  |  |
| Abstentions    | Abstentions    | Abstentions    | 623   | 22,98  |  |  |
| Votants        | Votants        | Votants        | 2 088 | 77,02  |  |  |
| Blancs et nuls | Blancs et nuls | Blancs et nuls | 275   | 13,17  |  |  |
| Exprimés       | Exprimés       | Exprimés       | 1 813 | 86,83  |  |  |

*sortant

### Canton de Bray-sur-Somme
|                | Ernest Choque* | PRRRS          | 1 236 | 100,00 |  |  |
|                |                |                |       |        |  |  |
| Inscrits       | Inscrits       | Inscrits       | 1 877 | 100,00 |  |  |
| Abstentions    | Abstentions    | Abstentions    | 505   | 26,90  |  |  |
| Votants        | Votants        | Votants        | 1 372 | 73,10  |  |  |
| Blancs et nuls | Blancs et nuls | Blancs et nuls | 136   | 9,91   |  |  |
| Exprimés       | Exprimés       | Exprimés       | 1 236 | 90,09  |  |  |

*sortant

### Canton de Combles
|                | Léon Carré*    | PRRRS          | 1 250 | 100,00 |  |  |
|                |                |                |       |        |  |  |
| Inscrits       | Inscrits       | Inscrits       | 2 198 | 100,00 |  |  |
| Abstentions    | Abstentions    | Abstentions    | 700   | 31,85  |  |  |
| Votants        | Votants        | Votants        | 1 498 | 68,15  |  |  |
| Blancs et nuls | Blancs et nuls | Blancs et nuls | 248   | 16,56  |  |  |
| Exprimés       | Exprimés       | Exprimés       | 1 250 | 83,44  |  |  |

*sortant

### Canton de Doullens
|                | Étienne Dusevel* | PRRRS          | 2 260 | 100,00 |  |  |
|                |                  |                |       |        |  |  |
| Inscrits       | Inscrits         | Inscrits       | 4 005 | 100,00 |  |  |
| Abstentions    | Abstentions      | Abstentions    | 1 384 | 34,56  |  |  |
| Votants        | Votants          | Votants        | 2 621 | 65,44  |  |  |
| Blancs et nuls | Blancs et nuls   | Blancs et nuls | 361   | 13,77  |  |  |
| Exprimés       | Exprimés         | Exprimés       | 2 260 | 86,23  |  |  |

*sortant

### Canton de Gamaches
|                | Léon Saliès*   | FR             | 1 633 | 100,00 |  |  |
|                |                |                |       |        |  |  |
| Inscrits       | Inscrits       | Inscrits       | 3 028 | 100,00 |  |  |
| Abstentions    | Abstentions    | Abstentions    | 1 052 | 34,74  |  |  |
| Votants        | Votants        | Votants        | 1 976 | 65,26  |  |  |
| Blancs et nuls | Blancs et nuls | Blancs et nuls | 343   | 17,36  |  |  |
| Exprimés       | Exprimés       | Exprimés       | 1 633 | 82,64  |  |  |

*sortant

### Canton de Nesle
| Candidats      | Candidats       | Étiquette      | Premier tour | Premier tour | Deuxième tour | Deuxième tour |
| Candidats      | Candidats       | Étiquette      | Voix         | %            | Voix          | %             |
| -------------- | --------------- | -------------- | ------------ | ------------ | ------------- | ------------- |
|                | Hector Lamotte* | PRDS           | 562          | 35,50        | 867           | 57,72         |
|                | M. Bernard      | FR             | 517          | 32,66        | 635           | 42,28         |
|                | Eugène Puche    |                | 504          | 31,84        | Retrait       | Retrait       |
|                |                 |                |              |              |               |               |
| Inscrits       | Inscrits        | Inscrits       | 2 152        | 100,00       | 2 152         | 100,00        |
| Abstentions    | Abstentions     | Abstentions    | 496          | 23,05        | 468           | 21,75         |
| Votants        | Votants         | Votants        | 1 656        | 76,95        | 1 684         | 78,25         |
| Blancs et nuls | Blancs et nuls  | Blancs et nuls | 73           | 4,41         | 182           | 10,81         |
| Exprimés       | Exprimés        | Exprimés       | 1 583        | 95,59        | 1 502         | 89,19         |

*sortant

### Canton de Nouvion
|                | Henri Peincedé* | PRRRS          | 1 477 | 100,00 |  |  |
|                |                 |                |       |        |  |  |
| Inscrits       | Inscrits        | Inscrits       | 2 205 | 100,00 |  |  |
| Abstentions    | Abstentions     | Abstentions    | 481   | 21,81  |  |  |
| Votants        | Votants         | Votants        | 1 724 | 78,19  |  |  |
| Blancs et nuls | Blancs et nuls  | Blancs et nuls | 247   | 14,33  |  |  |
| Exprimés       | Exprimés        | Exprimés       | 1 477 | 85,67  |  |  |

*sortant

### Canton d'Oisemont
|                | Émile Boucher* | PRRRS          | 1 584 | 100,00 |  |  |
|                |                |                |       |        |  |  |
| Inscrits       | Inscrits       | Inscrits       | 2 177 | 100,00 |  |  |
| Abstentions    | Abstentions    | Abstentions    | 464   | 21,31  |  |  |
| Votants        | Votants        | Votants        | 1 713 | 78,69  |  |  |
| Blancs et nuls | Blancs et nuls | Blancs et nuls | 129   | 7,53   |  |  |
| Exprimés       | Exprimés       | Exprimés       | 1 584 | 92,47  |  |  |

*sortant

### Canton de Picquigny
|                | Paul Thuillier-Buridard* | PRRRS          | 2 505 | 100,00 |  |  |
|                |                          |                |       |        |  |  |
| Inscrits       | Inscrits                 | Inscrits       | 4 597 | 100,00 |  |  |
| Abstentions    | Abstentions              | Abstentions    | 1 261 | 27,43  |  |  |
| Votants        | Votants                  | Votants        | 3 336 | 72,57  |  |  |
| Blancs et nuls | Blancs et nuls           | Blancs et nuls | 831   | 24,91  |  |  |
| Exprimés       | Exprimés                 | Exprimés       | 2 505 | 75,09  |  |  |

*sortant

### Canton de Poix-de-Picardie
|                | Armand Jumel*  | FR             | 1 356 | 100,00 |  |  |
|                |                |                |       |        |  |  |
| Inscrits       | Inscrits       | Inscrits       | 1 823 | 100,00 |  |  |
| Abstentions    | Abstentions    | Abstentions    | 345   | 18,92  |  |  |
| Votants        | Votants        | Votants        | 1 478 | 81,08  |  |  |
| Blancs et nuls | Blancs et nuls | Blancs et nuls | 122   | 8,25   |  |  |
| Exprimés       | Exprimés       | Exprimés       | 1 356 | 91,75  |  |  |

*sortant

### Canton de Roisel
|                | Charles Trocmé* | PRDS           | 1 518 | 68,47  |  |  |
|                | Fernand Bertaux | SFIO           | 699   | 31,53  |  |  |
|                |                 |                |       |        |  |  |
| Inscrits       | Inscrits        | Inscrits       | 3 334 | 100,00 |  |  |
| Abstentions    | Abstentions     | Abstentions    | 1 014 | 30,41  |  |  |
| Votants        | Votants         | Votants        | 2 320 | 69,59  |  |  |
| Blancs et nuls | Blancs et nuls  | Blancs et nuls | 103   | 4,44   |  |  |
| Exprimés       | Exprimés        | Exprimés       | 2 217 | 95,56  |  |  |

*sortant

### Canton de Rosières-en-Santerre
|                | Louis-Lucien Klotz* | PRRRS          | 1 635 | 100,00 |  |  |
|                |                     |                |       |        |  |  |
| Inscrits       | Inscrits            | Inscrits       | 2 507 | 100,00 |  |  |
| Abstentions    | Abstentions         | Abstentions    | 707   | 28,20  |  |  |
| Votants        | Votants             | Votants        | 1 800 | 71,80  |  |  |
| Blancs et nuls | Blancs et nuls      | Blancs et nuls | 165   | 9,17   |  |  |
| Exprimés       | Exprimés            | Exprimés       | 1 635 | 90,83  |  |  |

*sortant

### Canton de Roye
|                | Alfred Lejeune* | PRRRS          | 1 656 | 100,00 |  |  |
|                |                 |                |       |        |  |  |
| Inscrits       | Inscrits        | Inscrits       | 2 804 | 100,00 |  |  |
| Abstentions    | Abstentions     | Abstentions    | 939   | 33,49  |  |  |
| Votants        | Votants         | Votants        | 1 865 | 66,51  |  |  |
| Blancs et nuls | Blancs et nuls  | Blancs et nuls | 209   | 11,21  |  |  |
| Exprimés       | Exprimés        | Exprimés       | 1 656 | 88,79  |  |  |

*sortant

### Canton de Saint-Valery-sur-Somme
|                | Albert Pruvost* | PRRRS          | 1 646 | 51,41  |  |  |
|                | Isidore Loubert | FR             | 1 556 | 48,59  |  |  |
|                |                 |                |       |        |  |  |
| Inscrits       | Inscrits        | Inscrits       | 4 114 | 100,00 |  |  |
| Abstentions    | Abstentions     | Abstentions    | 803   | 19,52  |  |  |
| Votants        | Votants         | Votants        | 3 311 | 80,48  |  |  |
| Blancs et nuls | Blancs et nuls  | Blancs et nuls | 109   | 3,29   |  |  |
| Exprimés       | Exprimés        | Exprimés       | 3 202 | 96,71  |  |  |

*sortant

### Canton de Villers-Bocage
|                | Albert Ménil*  | FR             | 1 064 | 53,09  |  |  |
|                | Georges Sanier | PRDS           | 940   | 46,91  |  |  |
|                |                |                |       |        |  |  |
| Inscrits       | Inscrits       | Inscrits       | 2 242 | 100,00 |  |  |
| Abstentions    | Abstentions    | Abstentions    | 213   | 9,50   |  |  |
| Votants        | Votants        | Votants        | 2 029 | 90,50  |  |  |
| Blancs et nuls | Blancs et nuls | Blancs et nuls | 25    | 1,23   |  |  |
| Exprimés       | Exprimés       | Exprimés       | 2 004 | 98,77  |  |  |

*sortant